# Андраш Шефер
Андраш Шефер (мађ. Schäfer András; Сомбатхељ, 13. април 1999) је мађарски професионални фудбалер који игра на позицији централног везног за бундеслигашки клуб Унион Берлин и репрезентацију Мађарске.

## Каријера

### МТК и Дунајска Стреда
Шефер је дебитовао у Мађарској лиги за МТК наступајући као замена у гостима против Ђирмота 1. априла 2017. године.
Дана 17. јануара 2020. придружио се Дунајској Стреди, играјући у Фортуна лиги на позајмици до краја сезоне 2019/20, уз опцију куповине.

### Унион Берлин
Шефер се 21. јануара 2022. године придружио Унион Берлину у Бундеслиги.
Дана 7. маја 2022, Шефер је постигао свој први гол у Бундеслиги у 33. недељи утакмице у сезони Бундеслиге 2021/22. у победи свог тома са 4 : 1 у гостима против СК Фрајбурга на стадиону Европа-Парк, Фрајбургу. У сезони 2021/22. Бундеслиге је одиграо 8 утакмица и постигао 1 гол.
После меча против СК Фрајбурга задобио је повреду.  На дан 19. маја 2023. потврдило се да је сломио ногу. У Будимпешти је 2. јуна 2023. успешно оперисано стопало. Напоменуо је и да због ове повреде пролази кроз најтеже време у каријери. Дана 3. новембра 2023. године, Немзети Спорт је објавио чланак да се његов опоравак од повреде побољшава и да може ускоро да се врати.
Дана 25. новембра 2023. вратио се у свој тим са дугог опоравка у ремију 1 : 1 против ФК Аугзбурга.
Дана 20. децембра 2023. изабран је да буде у почетној постави против 1. ФК Келна у победи код куће резултатом 2 : 0 у сезони Бундеслиге 2023/24. Замењен је тек у 85. минуту.

## Репрезентација
Шефер је дебитовао за репрезентацију Мађарске у победи над Турском резултатом 1 : 0 у УЕФА Лиги нација 3. септембра 2020. године.
Дана 1. јуна 2021. био је укључен у последњи тим од 26 играча који су представљали Мађарску на поново заказаном УЕФА Еуро 2020 турниру. Свој први међународни гол постигао је 4. јуна 2021. у победи против Кипра резултатом 1 : 0.